# Пипи Дългото чорапче (сериал)
„Пипи Дългото чорапче“ е шведски телевизионен сериал, заснет през 1969 г. в Швеция и Германия, с режисьор Уле Хелбом.
Сериалът е създаден по мотиви от известния роман „Пипи Дългото чорапче“, написан от шведската писателка Астрид Линдгрен, и се състои от 13 серии с продължение около 30 минути всяка.
За първи път бива излъчен по шведския ТВ канал SVT.
През 1980 г. сериалът е разпространен и в САЩ.

## Актьори
- Ингер Нилсон (на шведски: Inger Nilsson) – в ролята на Пипи
- Мария Першон (на шведски: Maria Persson) – в ролята на Аника
- Пер Сундбери (на шведски: Pär Sundberg) – в ролята на Томи
- Маргот Труугер (на шведски: Margot Trooger) – в ролята на г-жа Прюселиус

## Още снимки
След успеха на първите епизоди Уле Хелбом и Астрид Линдгрен решават да бъдат заснети още епизоди.
Последвалите заснети серийни филми са два.
Всеки от тях е с продължение около 90 мин.
- В „Пипи в Южно море/в страната Така-Тука“ (на английски: Pippi In The South Seas/In Taka-Tuka-Land 1970) Пипи получава писмо от баща си, в което той я моли за помощ, защото е пленнн от пирати. Пипи, Томи и Аника се отправят към остов Корекоредут. След като вече са освободили таткото на Пипи – капитан Дългия чорап – те се завръщат при Вила Вилекула.
- В „Пипи бяга от къщи/отново на път“ (на английски: Pippi On The Run 1970) Пипи, Томи и Аника решават да избягат от къщи. След приключенията, които преживяват тримата като бродяги, отново, както винаги, се завръщат във Вила Вилекула.

|  | Тази страница частично или изцяло представлява превод на страницата Pippi Longstocking (1969 TV series) в Уикипедия на английски. Оригиналният текст, както и този превод, са защитени от Лиценза „Криейтив Комънс – Признание – Споделяне на споделеното“, а за съдържание, създадено преди юни 2009 година – от Лиценза за свободна документация на ГНУ. Прегледайте историята на редакциите на оригиналната страница, както и на преводната страница, за да видите списъка на съавторите. ВАЖНО: Този шаблон се отнася единствено до авторските права върху съдържанието на статията. Добавянето му не отменя изискването да се посочват конкретни източници на твърденията, които да бъдат благонадеждни. |

## В България
В България първоначално е излъчен в киновариант в началото на 70-те години: „Пипи Дългото Чорапче“, „Пипи се качва на борда“ и „Пипи в страната Така Тука“.
По-късно оригиналните 13 серии и филмите „Пипи в Южно море“ (в четири отделни части) и „Пипи бяга от къщи“ (в четири отделни части) са излъчени по Диема Фемили през 2006 и 2007 г., като преводът е от немски. Ролите се озвучават от Десислава Знаменова, Даниела Йорданова, Силвия Русинова, Здравко Методиев и Васил Бинев.

### Издания на DVD в България
Всички епизоди и двата филма в телевизионния им вариант са издавани на пет DVD-та от А+Films. Дублажът е на Андарта студио. Ролите се озвучават от Весела Хаджиниколова, Мина Костова, Кристиян Фоков и Георги Стоянов.